# Автошлях E55
Європейський маршрут E55 — Європейський автомобільний маршрут, який пролягає від шведського міста Гельсінгборг до грецького міста Каламата. Маршрут проходить по території Швеції, Данії, Німеччини, Чехії, Австрії, Італії, та Греції. Довжина маршруту сягає 3305 км.

## Маршрут

### Швеція
Гельсінгборг 
(пором)

### Данія
Гельсінгер — Копенгаген — Гедсер 
(пором)

### Німеччина
Росток —  — Віттшток —  —  —  — Дрезден — 

### Чехія
— Усті-над-Лабем — Ловосице —  — Прага —  — Табор —  — Чеське Будейовице — 

### Австрія
— Фрайштадт —  — Лінц —  — Зальцбург —  — Філлах — 

### Італія
Тарвізіо — Удіне — Портогруаро — Венеція — Падуя — Равенна — Ріміні — Анкона — Пескара — Фоджа — Черіньола — Барлетта — Барі — Бриндізі — Лечче — Отранто 
(пором)

### Греція
Ігумениця — Превеза — Арта — Агрініо — Патри — Каламата

## Галерея

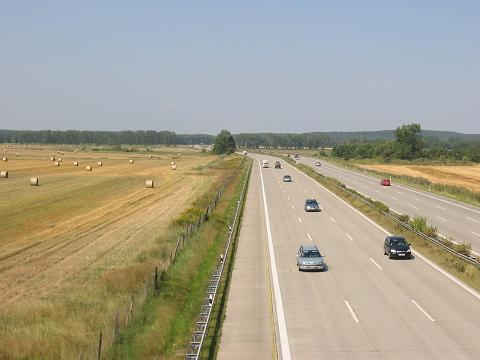
Берлінське кільце (А10/E55)
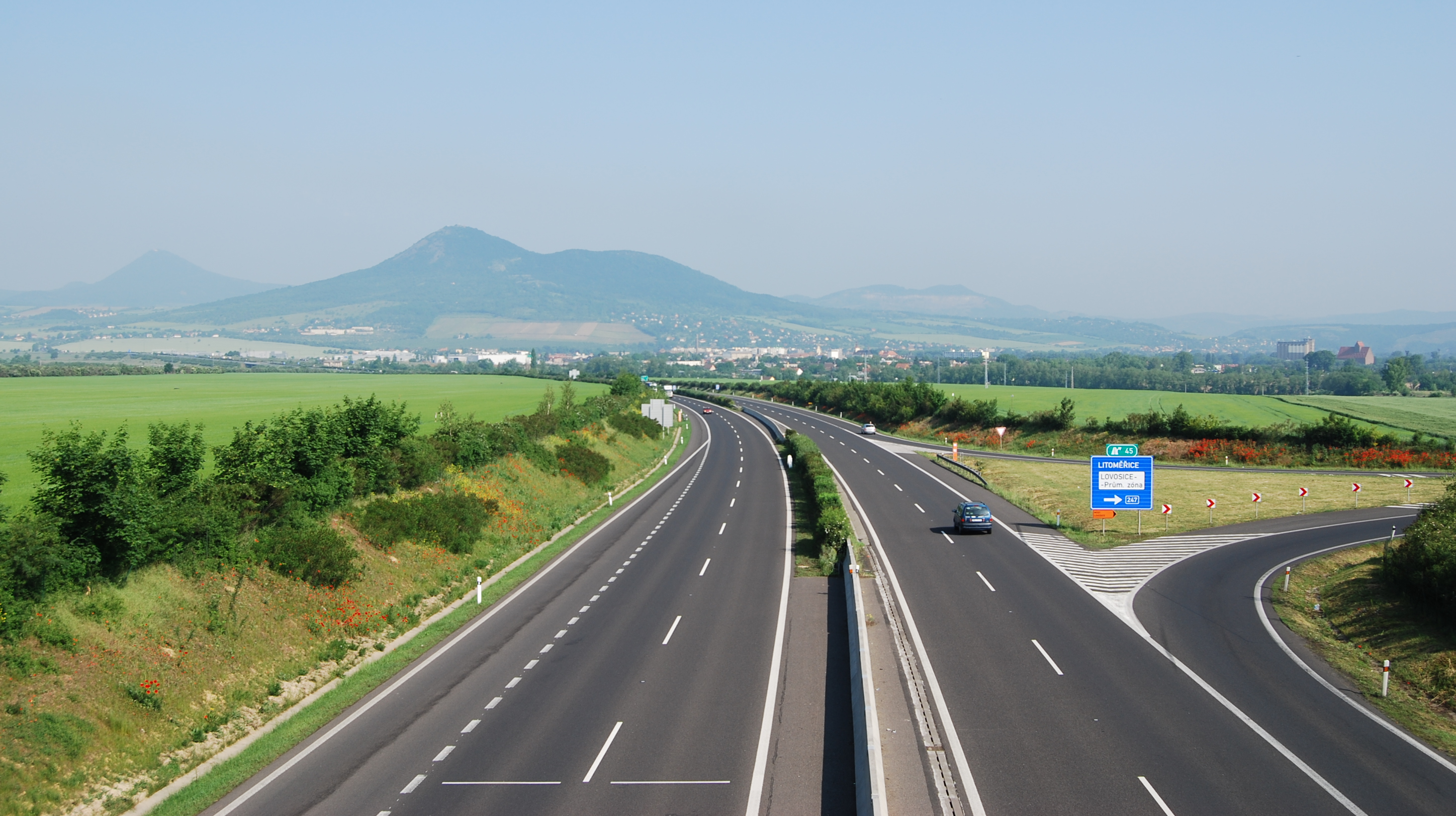
Маршрут D8/E55 у Чехії
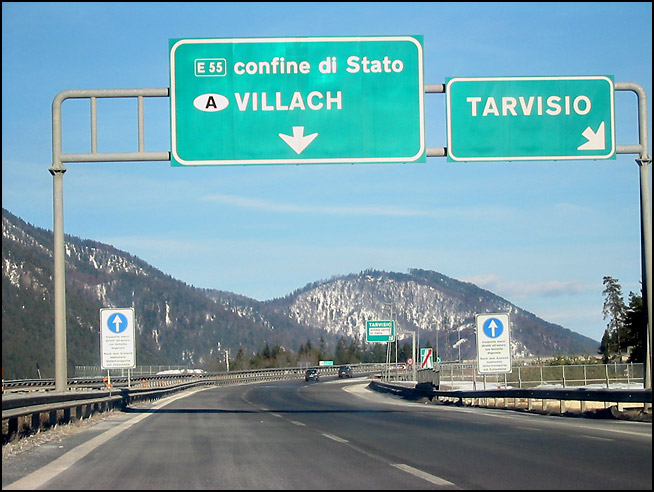
Маршрут E55 в Італії